# Cikó
Cikó is een plaats (község) en gemeente in het Hongaarse comitaat Tolna.
Het dorp Cikó (ca. 1250 inwoners), wordt omgeven door wijnheuvels en de uitgestrekte bossen van het Mecsekgebergte met beekjes, meren, heuvels, ruïnes en wandel-, fiets- en ruiterpaden.
Nabij liggen een manege, sportcomplex, zwembad en verschillende meren. Op 20 minuten rijden liggen de Donau en het Woud van Gemenc. Cikó ligt nabij Rijksweg 6 (Boedapest-Szekszárd-Pécs) en is het gehele jaar door goed bereikbaar, zowel per auto als per trein (Cikó heeft een eigen station met diensten richting Dombóvár-Boedapest en Bataszék). Ook is er een buslijn naar Bonyhád. Basisvoorzieningen zijn voorhanden in Cikó waaronder twee levensmiddelenwinkeltjes, twee cafés, een gemeentehuis, een gemeenschapshuis, crèche, kleuterschool, basisschool, politiepost, postkantoor, geldautomaat (ATM), pension en een huisartsenpraktijk. En natuurlijk een RK-kerk.
Net even buiten Cikó staat een ruïne van een kerk in Romaanse stijl uit de 12e eeuw. Het zijn de laatste resten van het middeleeuwse stadje Széplak. Ten tijde van de Turkse overheersing (1541-1688) is Széplak door de Turken verwoest waarbij de bevolking uitgemoord werd. Al sedert eeuwen is de ruïne een bedevaartsoord. Ieder jaar op 15 augustus (Maria-Tenhemelopneming) en 8 september (Maria Geboorte) gaat het 'gehele' dorp Cikó naar deze plek.
Het dorp Cikó werd door de Turken gespaard, haar inwoners echter niet. Nadat de Turken uit de regio vertrokken waren (eind 17e eeuw), namen Duitse immigranten, de zogenaamde Donau-Zwaben, bezit van het dorp Cikó. Na de Tweede Wereldoorlog (1946) werden de Donau-Zwaben tot ongewenste vreemdelingen verklaard en gedeporteerd, en namen Csángó's bezit van Cikó. Csángó's zijn Hongaarse etnische groepen die wonen buiten het historische Hongarije, de meeste van hen leven in Roemenië.